# Фелицын, Пётр Андреевич
Пётр Андреевич Смирнов-Фелицын (1783—1879) — протоиерей Тобольского кафедрального Софийского собора Русской православной церкви и переводчик.

## Биография
Родился 12(23) июня 1783 года в Московской губернии в семье пономаря Андрея Ивановича Смирнова; около 1799 года он сменил свою фамилию со Смирнова на Фелицына. Получив домашнее образование, Пётр Фелицын с 1793 года некоторое время учился в Московской славяно-греко-латинской академии и в то же время состоял в хоре певчих митрополита.
В 1799 году был взят епископом калужским в город Калугу, где сформировал архиерейский хор и всю свиту архиерея и был руководителем при совершении архиереем богослужений.
В 1803 году он для такой же работы был направлен в Вологду, а через несколько месяцев в Тобольск. Находясь в Калуге, Вологде и Тобольске Пётр Андреевич Фелицын постоянно углублял свои знания в местных духовных семинариях.
В 1804 году он был определен священником к Тобольскому собору, с оставлением регентом архиерейского хора и с назначением епархиальным катехизатором и экзаменатором ставленников, а с 1805 года благочинным над вогульскими церквами. В 1810 году П. А. Фелицын был назначен ключарём собора и членом Тобольской духовной консистории, в 1826 году был возведён в сан протоиерея.
Фелицын был очень деятельным лицом в епархии; он изучил несколько азиатских языков и первым перевёл Евангелие от Матфея на остякский и вогульский языки. Труд этот был одобрен архиепископом Тобольским Амвросием (Рождественским-Вещезеровым), но опубликован при жизни Фелицына так и не был.
В 1870 году, лишившись зрения и слуха, Пётр Андреевич Фелицын вышел в отставку по состоянию здоровья и скончался 16(28) декабря 1879 года на 97-м году жизни, пробыв в священном сане более 75 лет.